# Liste der Naturdenkmale in Waldrohrbach
Die Liste der Naturdenkmale in Waldrohrbach nennt die im Gemeindegebiet von Waldrohrbach ausgewiesenen Naturdenkmale (Stand 23. Mai 2024).

## Naturdenkmale
| Nr.             | Bezeichnung           | Lage                                                       | Beschreibung                     | Bild                                    |
| --------------- | --------------------- | ---------------------------------------------------------- | -------------------------------- | --------------------------------------- |
| ND-7337-244 (a) | Der große Leberstein  | südöstlich des Ortes; Abteilung Am Leberstein Lage         | Buntsandsteinfelsen, hier Nr. 22 | Direkt Bild zu diesem Denkmal hochladen |
| ND-7337-244 (b) | Der kleine Leberstein | südöstlich des Ortes; Abteilung Am Leberstein Lage         | Buntsandsteinfelsen, hier Nr. 23 | Direkt Bild zu diesem Denkmal hochladen |
| ND-7337-245     | Der große Hahnstein   | östlich des Ortes; Abteilung Hahnstein Lage                | Buntsandsteinfelsen, hier Nr. 24 | Direkt Bild zu diesem Denkmal hochladen |
| ND-7337-246     | Der kleine Hahnstein  | nordöstlich des Ortes; Abteilung Der kleine Hahnstein Lage | Buntsandsteinfelsen, hier Nr. 24 | mehr Fotos \| Fotos hochladen           |